# Harriet Dart
Harriet Dart (Londra, 28 luglio 1996) è una tennista britannica.

## Carriera
Ha raggiunto il 9 settembre 2024 la sua migliore posizione nel singolare WTA piazzandosi 70º. Il 14 ottobre 2024 ha raggiunto il miglior piazzamento mondiale nel doppio alla posizione nº 59.
Ha vinto 5 titoli in singolare e 16 titoli in doppio nel circuito ITF.

## Statistiche WTA

### Doppio

#### Sconfitte (4)
| Legenda              |
| Grande Slam (0)      |
| Argenti Olimpici (0) |
| WTA Finals (0)       |
| WTA Elite Trophy (0) |
| Dal 2021             |
| WTA 1000 (0)         |
| WTA 500 (0)          |
| WTA 250 (4)          |

| N. | Data             | Torneo                                          | Superficie  | Compagna             | Avversarie in finale              | Punteggio           |
| 1. | 27 agosto 2022   | Championnats Banque Nationale de Granby, Granby | Cemento     | Rosalie van der Hoek | Alicia Barnett Olivia Nicholls    | 7-5, 3-6, [1-10]    |
| 2. | 18 giugno 2023   | Rothesay Open, Nottingham                       | Erba        | Heather Watson       | Ulrikke Eikeri Ingrid Neel        | 6(6)-7, 7-5, [8-10] |
| 3. | 11 febbraio 2024 | Transylvania Open, Cluj-Napoca                  | Cemento (i) | Tereza Mihalíková    | Caty McNally Asia Muhammad        | 3-6, 4-6            |
| 4. | 16 giugno 2024   | Rothesay Open, Nottingham (2)                   | Erba        | Diane Parry          | Gabriela Dabrowski Erin Routliffe | 7-5, 3-6, [9-11]    |

### Doppio misto

#### Sconfitte (1)
| Legenda                 |
| ----------------------- |
| Australian Open (0)     |
| Open di Francia (0)     |
| Torneo di Wimbledon (1) |
| US Open (0)             |
| Argenti Olimpici (0)    |

| N. | Anno           | Torneo                      | Superficie | Compagno      | Avversari in finale           | Punteggio   |
| 1. | 11 luglio 2021 | Torneo di Wimbledon, Londra | Erba       | Joe Salisbury | Desirae Krawczyk Neal Skupski | 2-6, 6(1)-7 |

## Circuito WTA 125

### Singolare

#### Sconfitte (1)
| N. | Data           | Torneo                                   | Superficie | Avversaria in finale | Punteggio |
| 1. | 6 gennaio 2024 | Workday Canberra International, Canberra | Cemento    | Nuria Párrizas Díaz  | 4-6, 3-6  |

### Doppio

#### Vittorie (1)
| N. | Data            | Torneo                      | Superficie  | Compagna      | Avversarie in finale               | Punteggio        |
| 1. | 6 novembre 2021 | Dow Tennis Classic, Midland | Cemento (i) | Asia Muhammad | Peangtarn Plipuech Aldila Sutjiadi | 6-3, 2-6, [10-7] |

#### Sconfitte (1)
| N. | Data           | Torneo                     | Superficie  | Compagno            | Avversarie in finale          | Punteggio |
| 1. | 20 aprile 2024 | Oeiras Ladies Open, Oeiras | Terra rossa | Kristina Mladenovic | Francisca Jorge Matilde Jorge | 0-6, 4-6  |

## Statistiche ITF

### Singolare

#### Vittorie (5)
| Torneo $100.000 (0) |
| Torneo $80.000 (0)  |
| Torneo $75.000 (0)  |
| Torneo $60.000 (0)  |
| Torneo $50.000 (0)  |
| Torneo $40.000 (0)  |
| Torneo $25.000 (4)  |
| Torneo $15.000 (0)  |
| Torneo $10.000 (2)  |

| N. | Data             | Torneo                                    | Superficie    | Avversaria          | Punteggio      |
| 1. | 5 ottobre 2014   | Jolie Ville Golf Women's, Sharm el-Sheikh | Cemento       | Nuria Párrizas Díaz | 6-2, 6-1       |
| 2. | 5 dicembre 2014  | ITF Djibouti Open, Gibuti                 | Cemento       | Naomi Totka         | 6-3, 6-2       |
| 3. | 25 febbraio 2018 | Altenkirchen Ladies Open, Altenkirchen    | Sintetico (i) | Karolína Muchová    | 7-6(5), 6-2    |
| 4. | 27 ottobre 2018  | Collector Bank Norwegian Open, Oslo       | Cemento (i)   | Paula Badosa        | 6-2, 1-0, rit. |
| 5. | 7 maggio 2023    | GB Pro Series Nottingham, Nottingham      | Cemento       | Taylah Preston      | 6-0, 6-2       |

#### Sconfitte (11)
| Torneo $100.000 (1) |
| Torneo $80.000 (1)  |
| Torneo $75.000 (0)  |
| Torneo $60.000 (1)  |
| Torneo $50.000 (0)  |
| Torneo $40.000 (1)  |
| Torneo $25.000 (4)  |
| Torneo $15.000 (0)  |
| Torneo $10.000 (3)  |

| N.  | Data             | Torneo                                       | Superficie  | Avversaria           | Punteggio     |
| 1.  | 14 novembre 2012 | AEGON Pro Series Edgbaston, Edgbaston        | Cemento (i) | Renata Voráčová      | 4–6, 2–6      |
| 2.  | 17 agosto 2014   | Jolie Ville Golf Women's, Sharm el-Sheikh    | Cemento     | Valerija Strachova   | 3–6, 3–6      |
| 3.  | 22 marzo 2015    | ITF Women's Circuit Jiangmen, Jiangmen       | Cemento     | Liu Chang            | 3–6, 0–6      |
| 4.  | 22 maggio 2016   | Goyang Women's Challenger Tennis, Goyang     | Cemento     | Han Na-lae           | 3–6, 2–6      |
| 5.  | 11 marzo 2018    | Keio Challenger, Yokohama                    | Cemento     | Veronika Kudermetova | 2–6, 4–6      |
| 6.  | 14 aprile 2019   | AEGON Pro Series Sunderland, Sunderland      | Cemento (i) | Laura Ioana Paar     | 5–7, 6–4, 2–6 |
| 7.  | 18 ottobre 2020  | Open Feminin 50, Cherbourg-en-Cotentin       | Cemento (i) | Kaia Kanepi          | 4-6, 4-6      |
| 8.  | 31 ottobre 2021  | Christus Health Pro Challenge, Tyler         | Cemento     | Misaki Doi           | 6(5)-7, 2-6   |
| 9.  | 15 ottobre 2023  | The Campus Carby Ladies Open, Quinta do Lago | Cemento     | Gabriela Knutson     | 4-6, 1-6      |
| 10. | 19 novembre 2023 | Takasaki Open, Takasaki                      | Cemento     | Yuan Yue             | 7-5, 5-7, 0-6 |
| 11. | 9 marzo 2025     | Porto Ladies Open, Porto                     | Cemento (i) | Victoria Mboko       | 1-6, 1-6      |

### Doppio

#### Vittorie (16)
| Torneo $100.000 (1) |
| Torneo $80.000 (0)  |
| Torneo $75.000 (0)  |
| Torneo $60.000 (3)  |
| Torneo $50.000 (0)  |
| Torneo $40.000 (1)  |
| Torneo $25.000 (4)  |
| Torneo $15.000 (0)  |
| Torneo $10.000 (7)  |

| N.  | Data             | Torneo                                          | Superficie  | Compagna           | Avversarie in finale                    | Punteggio         |
| 1.  | 2 dicembre 2013  | Jolie Ville Golf Women's, Sharm el-Sheikh       | Cemento     | Katy Dunne         | Csilla Borsányi Aminat Kushkhova        | 0-6, 6-4, [10-4]  |
| 2.  | 21 aprile 2014   | Jolie Ville Golf Women's, Sharm el-Sheikh       | Cemento     | Katy Dunne         | Yuka Mori Eden Silva                    | 6-4, 6-4          |
| 3.  | 11 agosto 2014   | Jolie Ville Golf Women's, Sharm el-Sheikh       | Cemento     | Anna Morgina       | Abbie Myers Georgiana Ruhrig            | 6-2, 6-1          |
| 4.  | 5 ottobre 2014   | Jolie Ville Golf Women's, Sharm el-Sheikh       | Cemento     | Melis Sezer        | Ioana Ducu Eden Silva                   | 7-5, 6-1          |
| 5.  | 31 maggio 2015   | ITF Women's Circuit Balikpapan, Balikpapan      | Cemento     | Prarthana Thombare | Nicha Lertpitaksinchai Nudnida Luangnam | 6-4, 4-6, [16-14] |
| 6.  | 10 agosto 2015   | AEGON Pro Series Chiswick, Chiswick             | Cemento     | Katy Dunne         | Emily Arbuthnott Freya Christie         | 6-2, 6-2          |
| 7.  | 10 aprile 2016   | Tennis Organisation, Adalia                     | Cemento     | Viktoriya Tomova   | Ani Amiraghyan Daiana Negreanu          | w/o               |
| 8.  | 17 aprile 2016   | Tennis Organisation, Adalia                     | Cemento     | Emily Arbuthnott   | Anastasia Gasanova Ana Shanidze         | 6-1, 6-0          |
| 9.  | 22 maggio 2016   | ITF Women's Circuit Goyang, Goyang              | Cemento     | Freya Christie     | Anastasia Gasanova Maddison Inglis      | 6-3, 6-2          |
| 10. | 11 novembre 2017 | AEGON Pro Series Shrewsbury, Shrewsbury         | Cemento (i) | Freya Christie     | Maia Lumsden Katie Swan                 | 3-6, 6-4, [10-6]  |
| 11. | 14 aprile 2018   | Lale Cup, Istanbul                              | Cemento     | Ayla Aksu          | Anastasia Potapova Olga Doroshina       | 6-4, 7-6(3)       |
| 12. | 12 maggio 2018   | Jin'an Open, Lu'an                              | Cemento     | Ankita Raina       | Liu Fangzhou Xun Fangying               | 6-3, 6-3          |
| 13. | 26 ottobre 2018  | Collector Bank Norwegian Open, Oslo             | Cemento (i) | Cornelia Lister    | Laura-Ioana Andrei Hélène Scholsen      | 7-6(3), 7-5       |
| 14. | 30 marzo 2019    | Open GDF Suez Seine-et-Marne, Croissy-Beaubourg | Cemento (i) | Lesley Kerkhove    | Sarah Beth Grey Eden Silva              | 6-3, 6-2          |
| 15. | 1º aprile 2023   | BTC Murska Sobota Open, Murska Sobota           | Cemento (i) | Andreea Mitu       | Magali Kempen Xenia Knoll               | w/o               |
| 16. | 22 ottobre 2023  | GB Pro-Series Shrewsbury, Shrewsbury            | Cemento (i) | Olivia Gadecki     | Elena Malõgina Barbora Palicová         | 6-0, 6-2          |

#### Sconfitte (15)
| Torneo $100.000 (0) |
| Torneo $80.000 (0)  |
| Torneo $75.000 (0)  |
| Torneo $60.000 (2)  |
| Torneo $50.000 (0)  |
| Torneo $40.000 (0)  |
| Torneo $25.000 (5)  |
| Torneo $15.000 (1)  |
| Torneo $10.000 (7)  |

| N.  | Data              | Torneo                                        | Superficie  | Compagna             | Avversarie in finale                   | Punteggio        |
| 1.  | 14 dicembre 2013  | Jolie Ville Golf Women's, Sharm el-Sheikh     | Cemento     | Katy Dunne           | Kim Hae-sung Kim Ju-eun                | 6(6)–7, 4–6      |
| 2.  | 9 agosto 2014     | Jolie Ville Golf Women's, Sharm el-Sheikh     | Cemento     | Claudia Williams     | Vojislava Lukić Haine Ogata            | 4–6, 2–6         |
| 3.  | 27 settembre 2014 | Tennis Organisation, Adalia                   | Cemento     | Jessica Simpson      | Wang Yan You Xiaodi                    | 1–6, 6–3, [8–10] |
| 4.  | 11 ottobre 2014   | Jolie Ville Golf Women's, Sharm el-Sheikh     | Cemento     | Eden Silva           | Sharrmadaa Baluu Wang Xiyao            | 5–7, 6–2, [9–11] |
| 5.  | 15 novembre 2014  | ITF Women's Circuit Sousse, Susa              | Cemento     | Francesca Stephenson | Natela Dzalamidze Oleksandra Korašvili | 3–6, 1–6         |
| 6.  | 29 agosto 2015    | AEGON Pro Series Foxhills, Woking             | Cemento     | Katy Dunne           | Claudia Giovine Despina Papamichail    | 2–6, 1–6         |
| 7.  | 12 settembre 2015 | Kyotec Open, Pétange                          | Cemento (i) | Manon Arcangioli     | Michaela Boev Hristina Dishkova        | 2–6, 3–6         |
| 8.  | 13 febbraio 2016  | AEGON Pro Series Sunderland, Sunderland       | Cemento (i) | Manon Arcangioli     | Emily Arbuthnott Emilie Francati       | 3–6, 6–4, [5–10] |
| 9.  | 20 febbraio 2016  | AEGON Pro Series Wirral, Penisola di Wirral   | Cemento (i) | Veronica M. Corning  | Sarah Beth Askew Olivia Nicholls       | 2–6, 6–1, [8–10] |
| 10. | 16 settembre 2017 | USTA Challenger of Redding, Redding           | Cemento     | Maria Sanchez        | Daneika Borthwick Ana Veselinović      | 3–6, 4–6         |
| 11. | 30 settembre 2017 | Stillwater Pro Women's Challenger, Stillwater | Cemento     | An-Sophie Mestach    | Jovana Jakšić Caitlin Whoriskey        | 6–4, 4–6, [3–10] |
| 12. | 17 ottobre 2020   | Open Feminin 50, Cherbourg-en-Cotentin        | Cemento (i) | Sarah Beth Grey      | Robin Anderson Jessika Ponchet         | 6-4, 4-6, [8-10] |
| 13. | 24 ottobre 2020   | Internationaux de Reims, Reims                | Cemento (i) | Sarah Beth Grey      | Séléna Janicijevic Robin Montgomery    | w/o              |
| 14. | 5 marzo 2022      | Arcadia Women's Pro Open, Arcadia             | Cemento     | Giuliana Olmos       | Ashlyn Krueger Robin Montgomery        | w/o              |
| 15. | 20 maggio 2023    | Haci Esmer Avci Tennis Cup, Bodrum            | Terra rossa | Ayla Aksu            | Oana Gavrilă Isabelle Haverlag         | 4-6, 6(3)-7      |

## Vittorie contro giocatrici top 10
| Stagione | 2022 | Totale |
| -------- | ---- | ------ |
| Vittorie | 1    | 1      |

| #    | Giocatrice       | Ranking | Evento            | Superficie | Turno | Punteggio        | Rank. HDR |
| ---- | ---------------- | ------- | ----------------- | ---------- | ----- | ---------------- | --------- |
| 2022 |                  |         |                   |            |       |                  |           |
| 1.   | Dar'ja Kasatkina | 9       | US Open, New York | Cemento    | 1T    | 7-6(8), 1-6, 6-3 | 88        |